# Club Joventut de Badalona 1991-1992
Questa voce raccoglie le informazioni riguardanti il Club Joventut de Badalona nelle competizioni ufficiali della stagione 1991-1992.

## Stagione
La stagione 1991-1992 del Club Joventut de Badalona è la 36ª nel massimo campionato spagnolo di pallacanestro, la Liga ACB.

## Roster
Aggiornato al 13 dicembre 2021.
| Montigalà Joventut Badalona 1991-92 | Montigalà Joventut Badalona 1991-92 |
| Giocatori                           | Staff tecnico                       |
| ----------------------------------- | ----------------------------------- |

| N. | Naz.                   | Ruolo | Nome                 | Anno | Alt.   | Peso   |  |
| -- | ---------------------- | ----- | -------------------- | ---- | ------ | ------ |  |
| 4  | Spagna (bandiera)      | C     | Carlos Ruf           | 1969 | 210 cm |        |  |
| 5  | Spagna (bandiera)      | P     | Rafael Jofresa       | 1966 | 183 cm | 81 kg  |  |
| 6  | Spagna (bandiera)      | P     | Tomás Jofresa        | 1970 | 184 cm | 80 kg  |  |
| 8  | Spagna (bandiera)      | G     | Jordi Villacampa (C) | 1963 | 196 cm | 90 kg  |  |
| 9  | Spagna (bandiera)      | G     | Jordi Pardo          | 1968 | 192 cm |        |  |
| 10 | Stati Uniti (bandiera) | AG    | Corny Thompson       | 1960 | 203 cm | 102 kg |  |
| 11 | Stati Uniti (bandiera) | AP    | Harold Pressley      | 1963 | 202 cm | 91 kg  |  |
| 11 | Spagna (bandiera)      | C     | Alfonso Albert       | 1973 | 210 cm |        |  |
| 12 | Spagna (bandiera)      | C     | Juan Antonio Morales | 1969 | 211 cm | 111 kg |  |
| 13 | Spagna (bandiera)      | C     | Ferrán Martínez      | 1968 | 212 cm | 110 kg |  |
| 14 | Spagna (bandiera)      | C     | Jordi Llorens        | 1973 | 203 cm |        |  |
| 15 | Stati Uniti (bandiera) | AP    | Mike Smith           | 1963 | 198 cm |        |  |
| -  | Spagna (bandiera)      | A     | Oscar Alarcón        | 1972 | 197 cm |        |  |

| Allenatore                                                                                   |
| - Lolo Sainz                                                                                 |
| Assistente/i                                                                                 |
| - Josep Maria Izquierdo - Randy Knowles Legenda - (C) Capitano - (IN) Inattivo - Infortunato |

## Mercato

### Sessione estiva
| Acquisti | Acquisti   | Acquisti       | Acquisti   | Acquisti |
| R.a      | Nome       | da             | Modalità   |          |
| -------- | ---------- | -------------- | ---------- | -------- |
| AP       | Mike Smith | Atlanta Eagles | definitivo |          |

| Cessioni | Cessioni     | Cessioni | Cessioni       | Cessioni |
| R.       | Nome         | a        | Modalità       |          |
| -------- | ------------ | -------- | -------------- | -------- |
| P        | Ferran López | Manresa  | fine contratto |          |